# Parti socialiste italien (2007)
Ne doit pas être confondu avec Parti socialiste italien.
Le Parti socialiste italien (en italien : Partito socialista italiano, abrégé PSI) est un parti politique italien, créé le 5 octobre 2007 par le regroupement de plusieurs petits partis issus de la diaspora socialiste consécutive à l’éclatement du Parti socialiste italien historique dans les années 1990. 
De 2007 à 2009, il porte d’abord le nom de Parti socialiste (en italien : Partito socialista, abrégé PS), puis le 7 octobre 2009, il est renommé Parti socialiste italien.

## Formation
Les principales composantes de ce nouveau PSI sont :
- les Socialistes démocrates italiens ;
- Démocratie et socialisme, scission de l’aile droite de la Gauche démocrate hostile à la création de La Gauche - l'Arc-en-ciel ;
- Les Socialistes ;
- La faction du Nouveau PSI de Gianni De Michelis ;
- l’Association pour la Rose au poing ;
- et d’autres très petites formations.

Le congrès de formation du PS a eu lieu les 7 et 8 mars 2008. Le parti a arrêté sa position pour les prochaines élections générales italiennes où il se présentait sans apparentements avec d’autres partis et avec Enrico Boselli comme candidat à la présidence du Conseil des ministres.
Il fait partie de l’Internationale socialiste et du Parti socialiste européen (PSE).
Les 29, 30 et 31 mars 2019, il organise son congrès extraordinaire à Rome, où Riccardo Nencini renonce à son mandat de secrétaire national, qu’il tenait depuis 2008.

## Dirigeants

### Secrétaire national
| Portrait | Secrétaire       | Durée                           |
| -------- | ---------------- | ------------------------------- |
|          | Enrico Boselli   | 5 octobre 2007 – 6 juillet 2008 |
|          | Riccardo Nencini | 6 juillet 2008 – 31 mars 2019   |
|          | Enzo Maraio      | 31 mars 2019 – en cours         |

### Président
| Portrait | Président        | Durée                            |
| -------- | ---------------- | -------------------------------- |
|          | Pia Locatelli    | 6 juillet 2008 – 11 juillet 2010 |
|          | Carlo Vizzini    | 2014 – 7 mai 2019                |
|          | Riccardo Nencini | 7 mai 2019 – en cours            |

## Résultats aux élections
En 2008, il compte alors 15 députés, trois sénateurs et trois députés européens. Mais lors des élections générales italiennes de 2008, il n’atteint pas 1 % des voix (en métropole ; il dépasse les 3 % chez les Italiens de l’étranger) et perd à cette occasion tous ses représentants au Parlement italien.
Début 2009, il comptait néanmoins quatre députés européens :
- Pia Elda Locatelli, éue comme L'Olivier (SDI)
- Rapisardo Antinucci, PS, député depuis le 17 juin 2008,
- le 23 octobre 2007, a adhéré au groupe du PSE, le député Gianni De Michelis, PS, en provenance du groupe des Non-inscrits
- le 23 octobre 2007, a adhéré au groupe du PSE, le député Alessandro Battilocchio, PS, en provenance du groupe des Non-inscrits

Le sénateur Carlo Vizzini adhère à ce parti en novembre 2011. Il est le président de la commission Affaires constitutionnelles au Sénat de la République et il avait été secrétaire national du PSDI pendant ladite Première République mais était devenu berlusconien par la suite.
En 2012, lors du congrès du Parti socialiste européen, le PSI sans être exclu n'est pas autorisé à voter, n'étant pas à jour de ses cotisations : le PSI annonce qu'il attend des remboursements électoraux en Italie pour faire face à ses dettes.
Lors des élections générales italiennes de 2013, en coalition avec le Parti démocrate et le Centre démocrate, il obtient l'élection de quatre députés et de deux sénateurs (dont un Italo-Brésilien). Se présentant distinctement dans certaines régions au Sénat, mais en coalition avec Pier Luigi Bersani, il obtient sur son symbole propre 57 688 voix (0,18 %). Les deux sénateurs, rejoints ensuite par un troisième sénateur, réussissent à former le 19 mars 2013, un groupe parlementaire dénommé « Pour les autonomies - Parti socialiste italien ».
Le 14 décembre 2017, le PSI, la Fédération des Verts et Aire civique fondent la coalition Italie Europe ensemble en vue des élections générales du 4 mars 2018. Deux membres du PSI sont élus sénateurs, Riccardo Nencini, sur la liste Italie Europe ensemble et Fausto Longo réélu sur une liste du Parti démocrate dans la circonscription d'Amérique du Sud.